# Primera División de España 1985-86
La temporada 1985-86 de la Primera División de España de fútbol corresponde a la 55.ª edición del campeonato. Se disputó entre el 31 de agosto de 1985 y el 20 de abril de 1986. 
El Real Madrid se proclamó campeón, por 21.ª vez en su historia. Los madridistas consiguieron hacer doblete, conquistando también la Copa de la UEFA.

## Clubes participantes y estadios
Tomaron parte en la competición de dieciocho equipos. El Cádiz CF, el RC Celta de Vigo y la UD Las Palmas ascendieron de Segunda División para reemplazar a los descendidos CD Málaga, Elche CF y Real Murcia.
| Equipo                        | Ciudad                     | Estadio               |
| ----------------------------- | -------------------------- | --------------------- |
| Athletic Club                 | Bilbao                     | San Mamés             |
| Club Atlético de Madrid       | Madrid                     | Vicente Calderón      |
| Fútbol Club Barcelona         | Barcelona                  | Camp Nou              |
| Real Betis Balompié           | Sevilla                    | Benito Villamarín     |
| Cádiz Club de Fútbol          | Cádiz                      | Ramón de Carranza     |
| Real Club Celta de Vigo       | Vigo                       | Balaídos              |
| Real Club Deportivo Español   | Barcelona                  | Sarriá                |
| Hércules Club de Fútbol       | Alicante                   | José Rico Pérez       |
| Unión Deportiva Las Palmas    | Las Palmas de Gran Canaria | Insular               |
| Club Atlético Osasuna         | Pamplona                   | El Sadar              |
| Real Racing Club de Santander | Santander                  | El Sardinero          |
| Real Madrid Club de Fútbol    | Madrid                     | Santiago Bernabeu     |
| Real Sociedad de Fútbol       | San Sebastián              | Atocha                |
| Sevilla Fútbol Club           | Sevilla                    | Ramón Sánchez Pizjuán |
| Real Sporting de Gijón        | Gijón                      | El Molinón            |
| Valencia Club de Fútbol       | Valencia                   | Mestalla              |
| Real Valladolid Deportivo     | Valladolid                 | Nuevo José Zorrilla   |
| Real Zaragoza Club Deportivo  | Zaragoza                   | La Romareda           |

## Sistema de competición
La Primera División de España 1985-86 fue organizada por la Liga Nacional de Fútbol Profesional (LFP). La Real Federación Española de Fútbol fue la responsable de designar a los árbitros de cada encuentro y las medidas disciplinares.
Como en temporadas precedentes, la Primera División de España 1985-86 constaba de un grupo único integrado por dieciocho clubes de toda la geografía española. Siguiendo un sistema de liga, los dieciocho equipos se enfrentaron todos contra todos en dos ocasiones -una en campo propio y otra en campo contrario- sumando un total de 34 jornadas. El orden de los encuentros se decidió por sorteo antes de empezar la competición.
La clasificación final se estableció con arreglo a los puntos obtenidos en cada enfrentamiento, a razón de dos por partido ganado, uno por empatado y ninguno en caso de derrota. Los mecanismos para desempatar la clasificación, si al finalizar el campeonato dos equipos igualaban a puntos, fueron los siguientes:
1. El que tuviera una mayor diferencia entre goles a favor y en contra en los enfrentamientos entre ambos.
2. Si persiste el empate, el que tuviera la mayor la diferencia de goles a favor y en contra en todos los encuentros del campeonato.

En caso de empate a puntos entre tres o más clubes, los sucesivos mecanismos de desempate previstos por el reglamento fueron los siguientes: 
1. La mejor puntuación de la que a cada uno corresponda a tenor de los resultados de los partidos jugados entre sí por los clubes implicados.
2. La mayor diferencia de goles a favor y en contra, considerando únicamente los partidos jugados entre sí por los clubes implicados.
3. La mayor diferencia de goles a favor y en contra teniendo en cuenta todos los encuentros del campeonato.
4. El mayor número de goles a favor teniendo en cuenta todos los encuentros del campeonato.

### Efectos de la clasificación
El equipo que más puntos sumó al final del campeonato fue proclamado campeón de liga y obtuvo el derecho automático a participar en la siguiente edición de la Copa de Europa. El representante español en la Recopa de Europa fue el campeón de la Copa del Rey. Los tres equipos mejor calificados, al margen de los clasificados para la Copa de Europa y la Recopa, obtuvieron una plaza para la próxima edición de la Copa de la UEFA. 
Por su parte, los tres últimos equipos descendieron a Segunda División, siendo reemplazados la próxima temporada por los tres primeros clasificados de esta categoría.

## Clasificación
| Pos. | Equipo                  | Pts. | PJ | G  | E  | P  | GF | GC | Dif. | Clasificación                   |
| ---- | ----------------------- | ---- | -- | -- | -- | -- | -- | -- | ---- | ------------------------------- |
| 1    | Real Madrid C. F. (C)   | 56   | 34 | 26 | 4  | 4  | 83 | 33 | +50  | Clasifica a la Copa de Europa   |
| 2    | F. C. Barcelona         | 45   | 34 | 18 | 9  | 7  | 61 | 36 | +25  | Clasifica a la Copa de la UEFA  |
| 3    | Athletic Club           | 43   | 34 | 17 | 9  | 8  | 44 | 31 | +13  | Clasifica a la Copa de la UEFA  |
| 4    | Real Zaragoza           | 42   | 34 | 15 | 12 | 7  | 51 | 34 | +17  | Clasifica a la Recopa de Europa |
| 5    | Atlético de Madrid      | 42   | 34 | 17 | 8  | 9  | 53 | 38 | +15  | Clasifica a la Copa de la UEFA  |
| 6    | Sporting de Gijón       | 41   | 34 | 13 | 15 | 6  | 37 | 27 | +10  |                                 |
| 7    | Real Sociedad           | 39   | 34 | 17 | 5  | 12 | 64 | 51 | +13  |                                 |
| 8    | Real Betis              | 35   | 34 | 11 | 13 | 10 | 40 | 40 | 0    |                                 |
| 9    | Sevilla F. C.           | 34   | 34 | 12 | 10 | 12 | 39 | 34 | +5   |                                 |
| 10   | Real Valladolid         | 32   | 34 | 13 | 6  | 15 | 54 | 48 | +6   |                                 |
| 11   | R. C. D. Español        | 31   | 34 | 11 | 9  | 14 | 43 | 40 | +3   |                                 |
| 12   | Racing de Santander     | 31   | 34 | 10 | 11 | 13 | 33 | 34 | −1   |                                 |
| 13   | U. D. Las Palmas        | 27   | 34 | 9  | 9  | 16 | 37 | 65 | −28  |                                 |
| 14   | C. A. Osasuna           | 27   | 34 | 9  | 9  | 16 | 24 | 33 | −9   |                                 |
| 15   | Cádiz C. F.             | 26   | 34 | 9  | 8  | 17 | 30 | 58 | −28  |                                 |
| 16   | Valencia C. F. (D)      | 25   | 34 | 8  | 9  | 17 | 38 | 62 | −24  | Descenso a Segunda División     |
| 17   | Hércules C. F. (D)      | 22   | 34 | 8  | 6  | 20 | 35 | 62 | −27  | Descenso a Segunda División     |
| 18   | R. C. Celta de Vigo (D) | 14   | 34 | 5  | 4  | 25 | 32 | 72 | −40  | Descenso a Segunda División     |

 Fuente: BDFutbol
Criterios de clasificación: Puntos · Diferencia de goles · Goles a favor · Play-off

### Evolución de la clasificación
| Equipo / Jornada | 1  | 2  | 3  | 4  | 5  | 6  | 7  | 8  | 9  | 10 | 11 | 12 | 13 | 14 | 15 | 16 | 17 | 18 | 19 | 20 | 21 | 22 | 23 | 24 | 25 | 26 | 27 | 28 | 29 | 30 | 31 | 32 | 33 | 34 |
| Equipo / Jornada |    |    |    |    |    |    |    |    |    |    |    |    |    |    |    |    |    |    |    |    |    |    |    |    |    |    |    |    |    |    |    |    |    |    |
| ---------------- | -- | -- | -- | -- | -- | -- | -- | -- | -- | -- | -- | -- | -- | -- | -- | -- | -- | -- | -- | -- | -- | -- | -- | -- | -- | -- | -- | -- | -- | -- | -- | -- | -- | -- |
| Real Madrid      | 7  | 1  | 1  | 1  | 2  | 1  | 1  | 1  | 1  | 1  | 1  | 1  | 1  | 1  | 1  | 1  | 1  | 1  | 1  | 1  | 1  | 1  | 1  | 1  | 1  | 1  | 1  | 1  | 1  | 1  | 1  | 1  | 1  | 1  |
| Barcelona        | 11 | 4  | 9  | 8  | 13 | 11 | 7  | 5  | 5  | 5  | 4  | 3  | 2  | 2  | 3  | 2  | 2  | 2  | 2  | 2  | 2  | 2  | 2  | 2  | 2  | 2  | 2  | 2  | 2  | 2  | 2  | 2  | 2  | 2  |
| Athletic Club    | 5  | 6  | 3  | 2  | 1  | 2  | 2  | 4  | 3  | 3  | 3  | 5  | 6  | 6  | 5  | 5  | 5  | 5  | 4  | 4  | 4  | 4  | 3  | 3  | 3  | 3  | 3  | 4  | 4  | 3  | 3  | 3  | 3  | 3  |
| Real Zaragoza    | 6  | 10 | 5  | 5  | 5  | 5  | 5  | 6  | 7  | 10 | 8  | 7  | 7  | 8  | 9  | 10 | 9  | 8  | 10 | 10 | 8  | 9  | 8  | 8  | 7  | 7  | 6  | 5  | 5  | 4  | 4  | 4  | 4  | 4  |
| At. Madrid       | 2  | 2  | 2  | 4  | 9  | 12 | 8  | 9  | 6  | 6  | 5  | 4  | 4  | 4  | 4  | 3  | 3  | 4  | 3  | 3  | 3  | 3  | 5  | 5  | 5  | 4  | 4  | 3  | 3  | 5  | 5  | 5  | 5  | 5  |
| Sporting         | 3  | 3  | 4  | 3  | 3  | 3  | 3  | 3  | 2  | 2  | 2  | 2  | 3  | 3  | 2  | 4  | 4  | 3  | 5  | 5  | 5  | 5  | 4  | 4  | 4  | 5  | 7  | 6  | 6  | 6  | 6  | 6  | 6  | 6  |
| Real Sociedad    | 9  | 9  | 7  | 7  | 10 | 6  | 9  | 7  | 9  | 9  | 10 | 8  | 10 | 12 | 12 | 11 | 12 | 11 | 9  | 8  | 7  | 6  | 6  | 7  | 8  | 8  | 8  | 8  | 8  | 8  | 7  | 7  | 7  | 7  |
| Real Betis       | 8  | 5  | 6  | 6  | 7  | 9  | 12 | 13 | 12 | 12 | 12 | 12 | 12 | 10 | 10 | 6  | 8  | 10 | 8  | 9  | 10 | 10 | 10 | 9  | 9  | 9  | 10 | 9  | 9  | 9  | 9  | 9  | 8  | 8  |
| Sevilla          | 17 | 11 | 14 | 9  | 8  | 8  | 6  | 8  | 8  | 7  | 7  | 9  | 8  | 7  | 6  | 7  | 7  | 6  | 6  | 6  | 6  | 7  | 7  | 6  | 6  | 6  | 5  | 7  | 7  | 7  | 8  | 8  | 9  | 9  |
| Real Valladolid  | 13 | 8  | 10 | 10 | 4  | 4  | 4  | 2  | 4  | 4  | 6  | 6  | 5  | 5  | 8  | 9  | 6  | 7  | 7  | 7  | 9  | 8  | 9  | 10 | 10 | 10 | 11 | 10 | 10 | 10 | 10 | 10 | 10 | 10 |
| RCD Español      | 1  | 7  | 11 | 15 | 15 | 16 | 14 | 14 | 15 | 13 | 14 | 14 | 16 | 13 | 14 | 12 | 13 | 13 | 12 | 12 | 11 | 11 | 11 | 11 | 11 | 11 | 9  | 11 | 11 | 11 | 11 | 11 | 11 | 11 |
| Racing de S.     | 12 | 16 | 12 | 16 | 12 | 13 | 11 | 12 | 11 | 14 | 15 | 15 | 17 | 14 | 16 | 14 | 16 | 16 | 15 | 15 | 15 | 14 | 14 | 13 | 14 | 12 | 12 | 12 | 13 | 12 | 12 | 12 | 12 | 12 |
| Las Palmas       | 16 | 17 | 17 | 18 | 17 | 18 | 15 | 16 | 14 | 15 | 13 | 13 | 14 | 16 | 17 | 17 | 15 | 15 | 16 | 16 | 16 | 16 | 16 | 16 | 13 | 14 | 14 | 13 | 12 | 14 | 13 | 13 | 15 | 13 |
| Osasuna          | 15 | 18 | 13 | 13 | 14 | 15 | 17 | 18 | 18 | 18 | 17 | 17 | 15 | 17 | 15 | 16 | 17 | 17 | 17 | 17 | 17 | 17 | 17 | 17 | 17 | 15 | 15 | 16 | 15 | 15 | 15 | 14 | 13 | 14 |
| Cádiz            | 18 | 13 | 15 | 12 | 11 | 10 | 13 | 11 | 13 | 11 | 9  | 11 | 9  | 9  | 7  | 8  | 10 | 9  | 11 | 11 | 12 | 12 | 12 | 12 | 12 | 13 | 13 | 14 | 14 | 13 | 14 | 15 | 14 | 15 |
| Valencia         | 4  | 12 | 8  | 11 | 6  | 7  | 10 | 10 | 10 | 8  | 11 | 10 | 11 | 11 | 11 | 13 | 11 | 12 | 13 | 14 | 13 | 15 | 15 | 15 | 16 | 17 | 17 | 17 | 17 | 17 | 17 | 16 | 16 | 16 |
| Hércules         | 14 | 14 | 16 | 17 | 18 | 14 | 16 | 17 | 16 | 16 | 16 | 16 | 13 | 15 | 13 | 15 | 14 | 14 | 14 | 13 | 14 | 13 | 13 | 14 | 15 | 16 | 16 | 15 | 16 | 16 | 16 | 17 | 17 | 17 |
| Celta            | 10 | 15 | 18 | 14 | 16 | 17 | 18 | 15 | 17 | 17 | 18 | 18 | 18 | 18 | 18 | 18 | 18 | 18 | 18 | 18 | 18 | 18 | 18 | 18 | 18 | 18 | 18 | 18 | 18 | 18 | 18 | 18 | 18 | 18 |

## Resultados
| Local \ Visitante   | ATH | ATM | BAR | BET | CAD | CEL | ESP | HER | LAS | OSA | RAC | RMA | RSO | SEV | SPO | VAL | VLD | ZAR |
| ------------------- | --- | --- | --- | --- | --- | --- | --- | --- | --- | --- | --- | --- | --- | --- | --- | --- | --- | --- |
| Athletic Club       | —   | 1–1 | 2–1 | 2–1 | 2–0 | 3–1 | 1–0 | 1–0 | 1–1 | 2–0 | 3–0 | 1–2 | 2–0 | 3–1 | 2–0 | 2–2 | 3–3 | 1–1 |
| Atlético de Madrid  | 3–1 | —   | 2–1 | 2–1 | 2–1 | 3–1 | 2–0 | 1–0 | 1–0 | 1–0 | 2–0 | 0–1 | 3–1 | 3–0 | 1–1 | 5–0 | 1–4 | 0–2 |
| F. C. Barcelona     | 3–1 | 2–1 | —   | 1–2 | 1–0 | 1–1 | 0–0 | 3–1 | 3–1 | 2–2 | 2–0 | 2–0 | 2–3 | 0–0 | 2–0 | 3–0 | 4–0 | 2–0 |
| Real Betis          | 2–0 | 2–2 | 1–1 | —   | 4–1 | 3–2 | 1–0 | 1–0 | 1–1 | 1–0 | 1–1 | 2–2 | 1–3 | 1–0 | 1–1 | 0–0 | 1–1 | 0–1 |
| Cádiz C. F.         | 1–1 | 2–0 | 1–3 | 0–0 | —   | 1–0 | 0–0 | 2–0 | 1–0 | 2–0 | 2–1 | 1–3 | 3–0 | 0–4 | 0–0 | 2–3 | 1–0 | 1–3 |
| R. C. Celta de Vigo | 0–1 | 0–1 | 0–2 | 0–1 | 1–2 | —   | 2–1 | 1–2 | 4–0 | 2–0 | 1–2 | 1–5 | 1–3 | 1–2 | 1–1 | 1–0 | 3–2 | 1–2 |
| R. C. D. Español    | 1–0 | 1–2 | 5–3 | 2–0 | 5–0 | 1–0 | —   | 4–1 | 2–0 | 0–1 | 2–0 | 1–2 | 2–2 | 4–2 | 0–0 | 2–1 | 2–1 | 1–2 |
| Hércules C. F.      | 0–1 | 2–2 | 1–2 | 2–3 | 1–1 | 5–2 | 1–1 | —   | 2–0 | 1–0 | 1–0 | 0–3 | 2–0 | 2–1 | 0–1 | 3–2 | 1–0 | 2–2 |
| U. D. Las Palmas    | 2–2 | 1–3 | 3–0 | 1–0 | 2–2 | 1–1 | 3–1 | 2–1 | —   | 0–0 | 1–0 | 4–3 | 1–2 | 2–5 | 1–3 | 2–0 | 1–0 | 2–2 |
| C. A. Osasuna       | 0–1 | 1–1 | 0–1 | 1–0 | 0–0 | 2–1 | 2–0 | 1–0 | 0–1 | —   | 1–1 | 0–1 | 1–2 | 0–0 | 1–2 | 2–0 | 2–1 | 2–1 |
| Racing de Santander | 0–0 | 2–0 | 0–0 | 1–1 | 3–0 | 3–0 | 2–2 | 4–1 | 0–0 | 1–0 | —   | 1–1 | 2–0 | 1–0 | 0–1 | 2–2 | 1–1 | 2–3 |
| Real Madrid C. F.   | 2–0 | 2–1 | 3–1 | 4–1 | 3–1 | 4–0 | 4–1 | 4–0 | 5–1 | 2–0 | 1–0 | —   | 1–0 | 2–1 | 2–1 | 5–0 | 2–1 | 1–0 |
| Real Sociedad       | 1–0 | 2–3 | 1–5 | 2–2 | 4–0 | 1–1 | 1–0 | 6–0 | 6–0 | 1–0 | 1–1 | 5–3 | —   | 1–0 | 2–1 | 6–0 | 2–1 | 2–0 |
| Sevilla F. C.       | 0–0 | 2–1 | 0–0 | 1–0 | 3–0 | 2–1 | 1–1 | 0–0 | 4–0 | 1–0 | 0–1 | 2–2 | 3–1 | —   | 0–0 | 0–2 | 1–0 | 0–0 |
| Sporting de Gijón   | 1–0 | 1–1 | 1–1 | 0–0 | 2–2 | 2–0 | 1–1 | 3–1 | 1–0 | 1–2 | 2–0 | 0–2 | 0–0 | 2–1 | —   | 1–0 | 3–0 | 2–2 |
| Valencia C. F.      | 1–2 | 1–1 | 1–2 | 0–2 | 1–0 | 3–1 | 0–0 | 3–1 | 1–1 | 1–1 | 0–1 | 0–3 | 3–1 | 0–1 | 1–1 | —   | 2–1 | 4–2 |
| Real Valladolid     | 0–1 | 2–1 | 2–2 | 4–2 | 3–0 | 4–0 | 1–0 | 3–1 | 4–2 | 1–0 | 1–0 | 3–2 | 4–1 | 2–0 | 0–1 | 3–3 | —   | 1–1 |
| Real Zaragoza       | 0–1 | 0–0 | 1–3 | 1–1 | 3–0 | 6–0 | 1–0 | 1–0 | 4–0 | 1–1 | 1–0 | 1–1 | 3–1 | 1–1 | 0–0 | 2–1 | 1–0 | —   |

## Máximos goleadores (Trofeo Pichichi)
Hugo Sánchez revalidó el Trofeo Pichichi, ahora en las filas del Real Madrid.

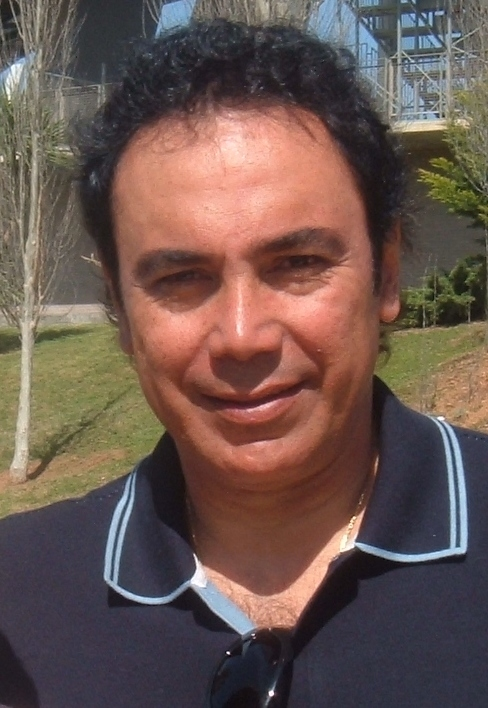
Hugo Sánchez fue el máximo goleador del campeón de liga.

| Pos. | Jugador            | Equipo             | Goles |
| ---- | ------------------ | ------------------ | ----- |
| 1º   | Hugo Sánchez       | Real Madrid        | 22    |
| 2º   | José Mari Bakero   | Real Sociedad      | 16    |
|      | Jorge Valdano      | Real Madrid        | 16    |
| 4º   | Juan Señor         | Real Zaragoza      | 15    |
| 5º   | Luis Mario Cabrera | Atlético de Madrid | 13    |
|      | Jorge da Silva     | Atlético de Madrid | 13    |
|      | Pedro Uralde       | Real Sociedad      | 13    |
| 8º   | Wilmar Cabrera     | Valencia           | 11    |
|      | Roberto Marina     | Atlético de Madrid | 11    |
|      | Bartolomé Márquez  | Espanyol           | 11    |
|      | Víctor José Porras | Real Valladolid    | 11    |

## Otros premios

### Trofeo Zamora
El guardameta asturiano Juan Carlos Ablanedo revalidó el Trofeo Zamora ganado el año anterior, superando al vasco Andoni Zubizarreta. Ambos fueron, al término de la campaña, los porteros de la selección española en el Mundial de México.
| Pos  | Jugador              | Equipo              | Goles | Partidos | Promedio |
| ---- | -------------------- | ------------------- | ----- | -------- | -------- |
| 1º   | Juan Carlos Ablanedo | Sporting de Gijón   | 27    | 34       | 0,79     |
| 2º   | Andoni Zubizarreta   | Athletic Club       | 31    | 34       | 0,91     |
| 3º   | Vicente Biurrun      | Osasuna             | 33    | 34       | 0,97     |
| 4º   | Pedro Alba           | Racing de Santander | 34    | 34       | 1,00     |
|      | Francisco Buyo       | Sevilla             | 34    | 34       | 1,00     |
|      | Andoni Cedrún        | Real Zaragoza       | 34    | 34       | 1,00     |
|      | Javier Urruticoechea | Barcelona           | 31    | 31       | 1,00     |
| 8º   | Thomas N'Kono        | Espanyol            | 37    | 32       | 1,15     |
| 10.º | Manuel Cervantes     | Real Betis          | 40    | 34       | 1,17     |
| 10.º | Carlos Fenoy         | Real Valladolid     | 43    | 32       | 1,34     |

### Premios Don Balón
- Mejor jugador / Número 1 Ranking Don Balón: Jorge Valdano (Real Madrid)
- Mejor jugador español: Míchel (Real Madrid)
- Mejor jugador extranjero: Jorge Valdano (Real Madrid)
- Mejor entrenador: Luis Molowny (Real Madrid)
- Mejor promesa: Juan Carlos Rodríguez (Real Valladolid)
- Mejor árbitro: Emilio Carlos Guruceta Muro